# Concilio de Nicomedia

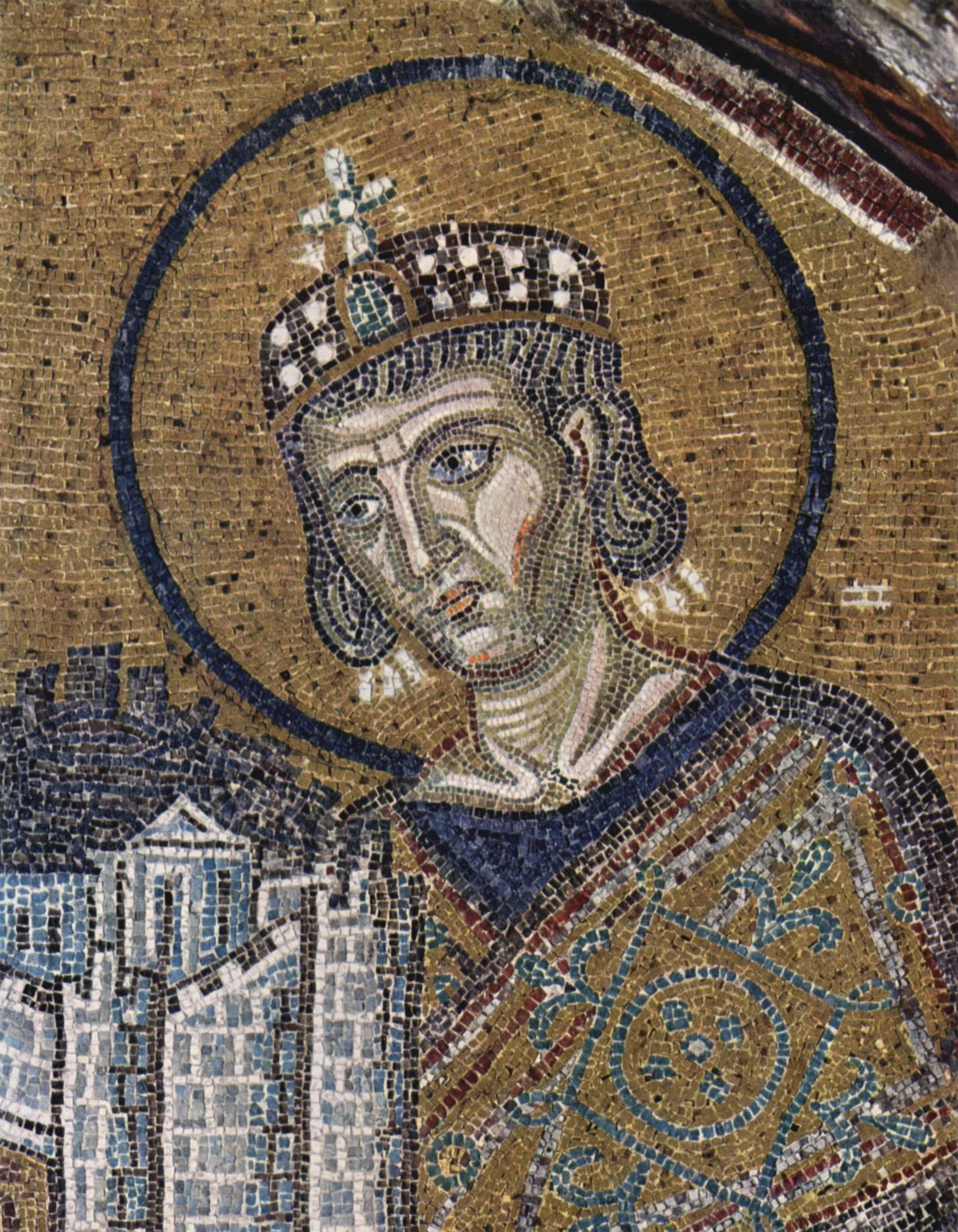
Constantino el Grande convocó el Concilio de Nicomedia para readmitir a Arrio de Alejandría y sus seguidores en la Iglesia cristiana y recuperar la unidad del cristianismo (mosaico en Hagia Sophia, Constantinopla (Istanbul), ca. 1000).

El Concilio de Nicomedia fue convocado por el emperador romano Constantino I en el año 328, con el propósito específico de revaluar la situación del presbítero Arrio de Alejandría en la Iglesia. Una vez escuchadas sus alegaciones y examinadas sus posturas doctrinales, Arrio fue eximido de toda acusación de propagar herejía y readmitido en el seno de la Iglesia cristiana. En la actualidad, el Concilio de Nicomedia no es reconocido como uno de los Concilios Ecuménicos de la Iglesia.

## Prolegómenos
Como consecuencia de la victoria de los partidarios de la consustancialidad entre el Padre y el Hijo en el Primer Concilio de Nicea, Arrio de Alejandría y varios obispos y sacerdotes seguidores de su doctrina, el arrianismo, fueron exiliados en 325. No obstante, desde su exilio en Iliria, Arrio envió diversas misivas al emperador Constantino solicitando su perdón y readmisión en la comunión de la Iglesia. Constantino, que por encima de todo ansiaba la unidad de la Iglesia, sobre la que ya fundamentaba su poder temporal en el Imperio, convocó finalmente a Arrio a su corte de Nicomedia para volver a examinar su caso. 
Arrio, quien llegó acompañado de otro seguidor suyo exiliado, Euzoio, consiguió persuadir a Constantino de que solo readmitiendo a los arrianos en la Iglesia podría conseguir la anhelada unidad cristiana. Para ello, el emperador exigió que presentasen un credo que demostrase su ortodoxia. El texto presentado por Arrio y Euzoio, que evitaba el conflictivo término homoousios, le pareció aceptable a Constantino, pero como solo un Concilio podía revocar las decisiones de otro Concilio, convocó a un gran número de obispos a la ciudad de Nicomedia para resolver el asunto.

## Las deliberaciones
El Concilio se reunió a inicios del año 328, prácticamente solo para discernir sobre la cuestión de Arrio. Tras examinar el credo que Arrio y su colaborador habían presentado al emperador, los obispos convocados lo interrogaron y declararon que su opinión era ortodoxa, por lo que solemnemente readmitieron a Arrio y a sus seguidores en el seno de la Iglesia. A cambio, Arrio se comprometió a ayudar al emperador a traer la paz a la Iglesia.

## Consecuencias
Como resultado de la decisión del Concilio de Nicomedia de 328, el emperador Constantino ordenó que se permitiese el regreso de Arrio a la ciudad de Alejandría. Por su parte, los obispos arrianos Eusebio de Nicomedia y Teognis de Nicea enviaron sus propias solicitudes de reconciliación, aceptando el Credo de Nicea en su totalidad, aunque manteniendo una interpretación arriana del término homoousios. El emperador, tras oír la opinión del Concilio, ordenó su regreso del exilio. Poco tiempo después, Eusebio de Nicomedia alcanzó la posición de obispo de Constantinopla, lo que le convertía en el dirigente eclesiástico más poderoso de Oriente.
- Datos: Q5648361